# Johann Friedrich Herbart
Johann Friedrich Herbart (Oldemburgo, 4 de maio de 1776 — Göttingen, 11 de agosto de 1841) foi um filósofo, psicólogo, pedagogista, alemão, fundador da pedagogia como disciplina acadêmica.
Dos doze aos dezoito anos cursou o ginásio, e aos dezoito anos foi aluno de Johann Fichte, na Universidade de Jena. Realizou sua primeira experiência pedagógica aos vinte anos, como professor particular em Interlaken, na Suíça, período em que ficou amigo de Pestalozzi. Em 1802 doutorou-se em Göetingen. Foi professor de filosofia em Göetingen e mais tarde em Königsberg, onde fundou um seminário pedagógico com uma escola de aplicação e um internato.
Os estudos mais relevantes de Herbart foram sobre filosofia do espírito, à qual subordinou suas obras (entre elas, Pedagogia Geral e Esboço de um Curso de Pedagogia). 
Diversos pensadores tiveram a influência de sua teoria, dando origem a várias interpretações, até entrar em declínio no início do século 20. 

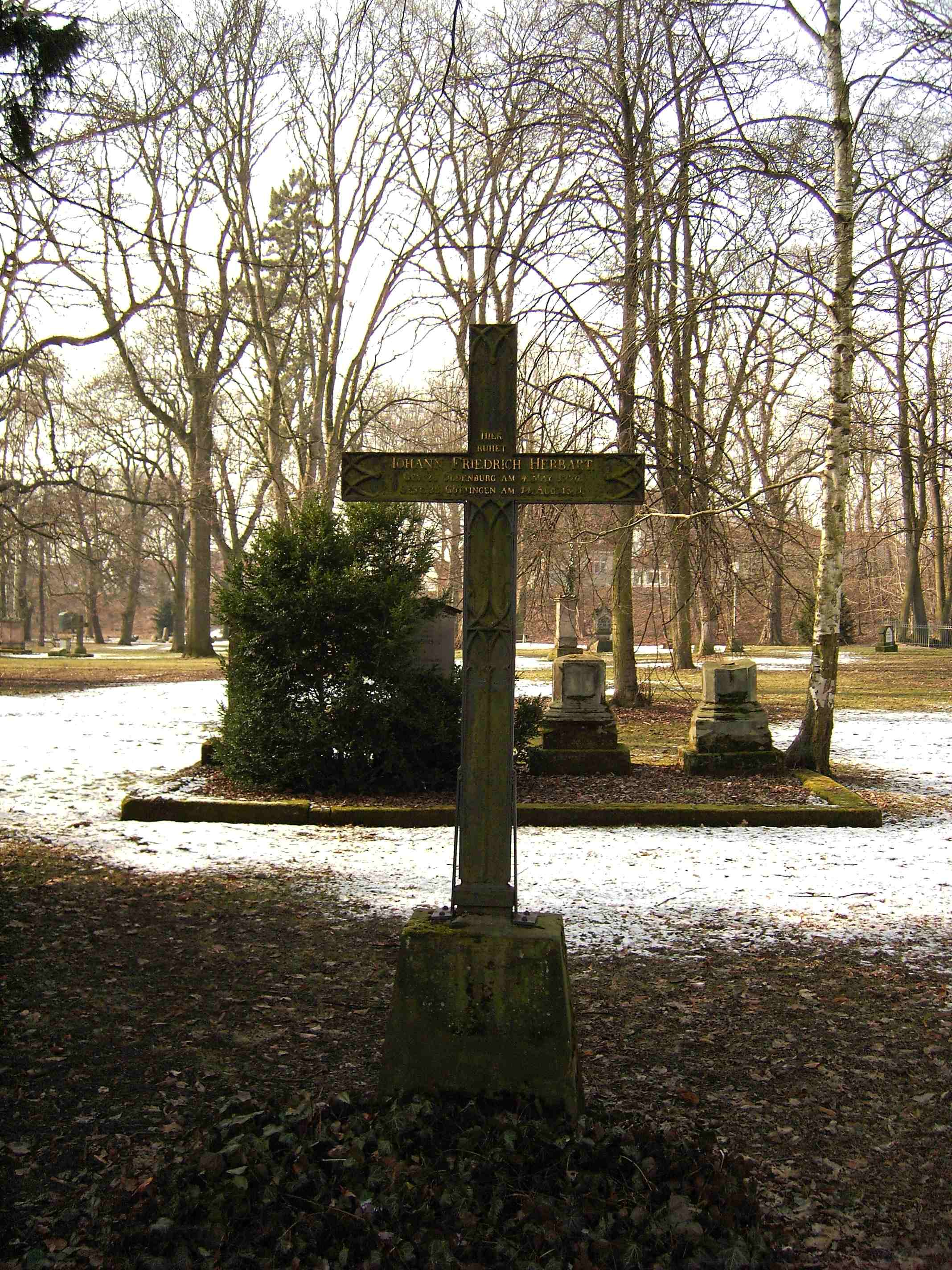
Sepultura no Albani-Friedhof